# Aujan-Mournède
Aujan-Mournède település Franciaországban, Gers megyében. Lakosainak száma 90 fő (2022. január 1.). Aujan-Mournède Lagarde-Hachan, Viozan, Chélan, Monlaur-Bernet, Ponsan-Soubiran, Saint-Ost és Samaran községekkel határos.

## Népesség
A település népességének változása:
| Lakosok száma | 144  | 117  | 113  | 97   | 93   | 90   | 89   | 89   | 90   | 90   |
|               | 1968 | 1982 | 1990 | 2006 | 2013 | 2015 | 2017 | 2019 | 2020 | 2022 |